# Ognica, Hạt Stargard
Ognica [ɔɡˈnit͡sa] (German Stolzenhagen) là một ngôi làng thuộc khu hành chính của Gmina Dobrzany, thuộc hạt Stargard, West Pomeranian Voivodeship, ở phía tây bắc Ba Lan. Nó nằm khoảng 4 kilômét (2 mi)  phía nam Dobrzany, 28 km (17 mi) về phía đông của Stargard và 58 km (36 mi) về phía đông của thủ đô khu vực Szczecin.
Ngôi làng có dân số 200 người.